# 9429 Пореч
9429 Пореч (9429 Poreč) — астероїд головного поясу, відкритий 14 березня 1996 року.
Тіссеранів параметр щодо Юпітера — 3,240.
Назва астероїда походить від назви Пореч (хорв. Poreč, італ. Parenzo, лат. Parentium) — міста в Хорватії, на західному узбережжі півострова Істрія.